# Rathkea lizzioides
Rathkea lizzioides är en nässeldjursart som beskrevs av O'Sullivan 1984. Rathkea lizzioides ingår i släktet Rathkea och familjen Rathkeidae.
Artens utbredningsområde är Södra Ishavet. Inga underarter finns listade i Catalogue of Life.